# БАК — Соучастники
Сборная Краснодарского края «БАК — Соучастники» — команда КВН, образованная в 2009 году после слияния команд «БАК» (Брюховецкая) и «Соучастники» (Армавир).

## История

### БАК
Команда Брюховецкого Аграрного Колледжа (отсюда и название) начала свои выступления в межрегиональной Краснодарской лиге в 2005 году, где с первого сезона дошла до финала и стала чемпионом. В 2006 году по итогам Сочинского фестиваля команда попадает в Премьер-лигу. Заняв первые места в одной восьмой и в четвертьфинале, команда проходит дальше. Летом БАК приезжает на Юрмальский фестиваль, где, позиционируя себя как «абсолютно не поющую команду», получает Президентского КиВиНа. В составе сборной Премьер-лиги, составленной из финалистов 2006 года команда принимает участие в спецпроекте к 45-летию КВН. В финале БАК делит третье место вместе с «Университетским проспектом».
Все финалисты Премьер-лиги сезона 2006 года были приглашены в Высшую лигу — 2007. Вылетев оттуда на стадии одной восьмой, команда вновь попадает в Премьер-лигу. В четвертьфинале команда занимает третье место, но добирается благодаря жюри до полуфинала. Приехав во второй раз на Юрмальский фестиваль, БАК получает «Большого КиВиНа в золотом» — главную награду. Несмотря на это, игры в Премьер-лиге команда заканчивает в полуфинале, не повторив достижение предыдущего года.
2008 год команда вновь начинает в Высшей лиге, но снова занимает в первой игре последнее место и вылетает на этот раз в Высшую украинскую лигу, где выступает очень успешно и доходит до финала, в котором одерживает победу. В третий раз команда приезжает в этом сезоне на Юрмальский фестиваль, но вновь получает Президентского КиВиНа.

### «БАК — Соучастники»
В 2009 году команда объединилась с армавирской командой «Соучастники» в Сборную Краснодарского края. Первое выступление объединённой команды состоялось на Сочинском фестивале, по результатам которого Сборная Краснодарского края получила приглашение в Высшую лигу МС КВН. «БАК-Соучастники» стали победителем традиционного Спецпроекта, посвящённого Дню рождения КВН, завоевав тем самым путёвку в финал Высшей лиги — Спецпроект проходил, как утешительная игра для команд, которые напрямую не прошли в главную игру сезона. В финале команда заняла второе место, уступив 0,1 балла курской «ПриМе».
В следующем сезоне, выиграв все игры кроме 1/8, команда завоевала звание Чемпиона Высшей лиги КВН, а также стала обладателем главного приза, «Большого КиВиНа в Золотом», Музыкального фестиваля в Юрмале.

### После КВН
После победы в Высшей лиге команда «БАК — Соучастники» прекратила существование. Отдельные авторы и актёры продолжили принимать участие в спецпроектах КВН. В 2010 году в Спецпроекте участвовали Николай Архипенко и Демис Карибидис в составе Сборной России. В 2011 году они, а также Яков Рыбалко и Виталий Пашенко, играли за Сборную 21-го века. Также Николай Архипенко выступал в 2013 за "Камызяков" и вместе с Арамом Аракеловым выступали на Спецпроекте в 2014 за команду КВН "КемБридж". А в 2017 снова объединились на Встрече выпускников КВН. 
После КВНа Демис Карибидис стал резидентом «Comedy club» с 2011 года. В 5-м сезоне «Наша Russia» и в спин-оффе «Бородач. Понять и простить» Демис играл роль старшего лейтенанта полиции Вадима Вахитова, в то время как другой бывший член команды, Яков Рыбалко, играл роль друга Бородача — Игорька. Николай Архипенко с 2012 года является редактором Лиги МС КВН «Каспий», которая в этом же году получила статус Центральной. Евгений Романцов работал в качестве автора и режиссёра со многими командами Высшей и Премьер-лиги. Виталий Пашенко стал постоянным участником телепередачи «Comedy Woman». В 2019 году команда (Николай Архипенко, Арам Аракелов, Игорь Белан, Виталий Пашенко, Яков Рыбалко, Виктория Рассказова и Иван Нежмединов) приняла участие в съёмках спецвыпуска шоу «Comedy club», который является бенефисом Демиса Карибидиса. Они выступили на сцене с обращениями к Демису.

## Достижения
- Чемпионы Высшей лиги 2010
- Обладатель «Большого КиВиНа в золотом» (2010)
- Обладатель «Большого КиВиНа в светлом» (2011)
- Обладатель «Большого КиВиНа в тёмном» (2009)
- Серебряный призёр Высшей лиги КВН (2009)
- Победитель Спецпроекта ко Дню рождения КВН (2009)

### Достижения до объединения
«Соучастники» г. Армавир
- Чемпион Центральной Краснодарской Лиги МС КВН (2006)
- Полуфиналист Первой Лиги МС КВН (2007)
- Финалист Премьер-лиги МС КВН (2008)

«БАК» ст. Брюховецкая
- Чемпион Центральной Краснодарской Лиги МС КВН (2005)
- Финалист Премьер-лиги МС КВН (2006)
- Обладатель «Президентского КиВиНа» в Юрмале (2006)
- Обладатель «Большого КиВиНа в золотом» в Юрмале (2007)
- Чемпионы Высшей украинской лиги (2008)
- Обладатель «Президентского КиВиНа» в Юрмале (2008)

## Состав команды
- Николай Архипенко — капитан, «белый» фронтмен, автор.
- Демис Карибидис — «чёрный» фронтмен, автор.
- Арам Аракелов — «толстяк с каре»; актёр, автор.
- Игорь Белан — «скуластый» актёр, автор.
- Яков Рыбалко — «великан»; актёр.
- Виталий Пашенко — «блондин»; актёр, певец.
- Дмитрий Парахин — актёр «в подтяжках», певец.
- Вячеслав Садово-Румянцев — «лилипут»; актёр; Заслуженный артист Кубани.
- Виктория Рассказова — актриса.
- Антонина Кондратьева — актриса.
- Иван Нежмединов — «щетинистый» актёр.
- Дмитрий Куликов — «худощавый» актёр.
- Дмитрий Остренко — «толстый» актёр.
- Евгений Бардиж — «футболист»; актёр.
- Геннадий Николенко — актёр.
- Виталий Герец — актёр.
- Игорь Морозов — актёр.
- Сергей Демидов — музыкант.
- Денис Миронов — администратор.
- Евгений Романцов — руководитель команды, автор, режиссёр.
- Джавид Курбанов — автор.
- Александр Онипко — автор.
- Виталий Коломиец — автор.
- Дмитрий Величко — автор, бывший участник команды «Соучастники».
- Юрий Гузий  — директор и организатор команды с 2004 года.